# Донський (Асекеєвський район)
Донськи́й (рос. Донской) — селище у складі Асекеєвського району Оренбурзької області, Росія.

## Населення
Населення — 35 осіб (2010; 46 у 2002).
Національний склад (станом на 2002 рік):
- росіяни — 74 %